# Piszkowice
Piszkowice (niem. Pischkowitz) – wieś w Polsce położona w województwie dolnośląskim, w powiecie kłodzkim, w gminie Kłodzko, w północnej części Kotliny Kłodzkiej.
W przeszłości do wsi należały przysiółki
- Grochy (niem. Thorhäuser)[5]
- Szczodrków (niem. Böhmischwinkel)[6]

Obecnie nazwy niestandaryzowane. 

## Położenie
Piszkowice leżą na granicy Doliny Ścinawki i południowo-wschodniego krańca Wzgórz Ścinawskich, na wysokości około 295–335 m n.p.m.

## Podział administracyjny
W latach 1975–1998 miejscowość administracyjnie należała do województwa wałbrzyskiego.

## Nazwa
Pierwotnie wieś nazywała się Pischkowitz, dopiero w 1937 roku ówczesna administracja niemiecka dokonała zmiany tej historycznej nazwy pochodzenia słowiańskiego na Pischkowitz na formę Schloßhübel.

## Historia
Pierwsza wzmianka o Piszkowicach pochodzi z 1340 roku i mówi o istniejącym we wsi dworze i kościele. Miejscowość niemal nieprzerwanie od 1346 roku do początku XIX wieku należała do rodziny von Haugwitzów, którzy mieli tu swoją siedzibę rodową. W XV wieku miejscowość była znana z ogrodnictwa i sadownictwa. W czasie wojny trzydziestoletniej ówczesnemu właścicielowi Piszkowic Dittrichowi von Haugwitz skonfiskowano posiadłość za sprzyjanie protestantom i przekazano dowódcy twierdzy kłodzkiej hrabiemu Adamowi Berce. W następnych latach wieś miała kilku kolejnych właścicieli, a w 1626 roku powróciła w ręce Dittricha von Haugwitza, który przyjął katolicyzm i odzyskał swoje dobra.
W drugiej połowie XVII wieku zbudowano w Piszkowicach okazały barokowy pałac położony na skalnym cyplu, stąd nazwano go „kłodzkim Książem”. Bywali w nim znakomici goście między innymi: król pruski Fryderyk II Wielki i wysokiej rangi dowódcy wojskowi uczestniczący w wojnach na terenie ziemi kłodzkiej.

Na początku XIX wieku w miejscowości były: dwa folwarki, wapiennik, młyn wodny, kościół i szkoła, a w parku pałacowym bażanciarnia. W roku 1819 zmarł ostatni przedstawiciel rodu Haugwitzów i majątek przeszedł na własność barona Friedricha Falkenhausena, a następnie często zmieniał właścicieli. Od roku 1879, kiedy wybudowano stację kolejową w pobliskich Bierkowicach, wieś stała się popularna wśród turystów, chętnie odwiedzających pałac.

Po 1945 roku zabudowania folwarczne przejął PGR, a w pałacu urządzono szkołę. W 2015 roku pałac został kupiony przez osobę prywatną i obecnie (2017) trwa w nim remont.

## Właściciele[9]
- von Haugwitzowie:
  - Otto (1346–1369)
  - 1373 – Tamon
  - Heinrich
  - Rüdiger
  - Hans (1499–1528)
  - Georg (–1560)
  - Heinrich (1539–1603)
  - Magdalena (–1643) żona Heinricha Stillfrieda-Rattonitza
  - 1558 – Wenzel
  - Diettrich
  - 1594 – Hans i Heinrich
  - 1598 – Hans
  - 1607 – 1622 Dittrich
- 1622–1626 Adam Gottfried Berka z Dubé i Lípy (Adam Gottfried Berka von der Daube und Leippe)
- 1626 – hrabina Kolowrat
- 1626 – Anna Kolonna  von Wels
- von Haugwitzowie:
  - 1626 – 1643 Dittrich
  - Wolf Dietrich
  - 1644 – Heinrich i Bernhard
  - 1655 – Wenzel Heinrich (–1691)
  - Maximilian Ferdinand (–1715)
  - Franz Anton (1678–1749)[10]
  - 1782 hr. Wenzel (1748–)[11]
  - do 1818(9) – Anton
- baron Friedrich A. Falkenhausen
- 1840–1845 – hrabina Falkenhausen de domo Magnis
- od 1876 – von Zedllitz-Neukirchowie
  - 1876 – baron Georg
  - 1890 – baron Theodor
- 1893–1910, 1926 – Wolfgang Moritz von Eichborn z Wrocławia
- 1937 – Rudolf Salfeld
- po 1945 – w pałacu mieściła się szkoła
- 1998 – po raz pierwszy pałac został sprzedany

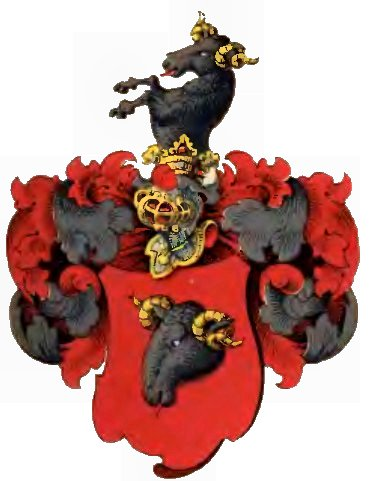
Herb Haugwitz
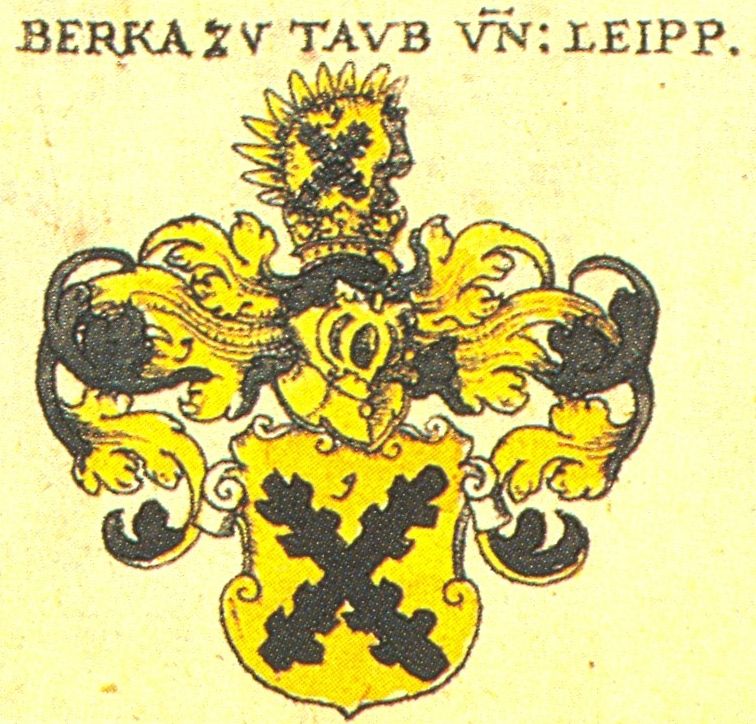
Herb Berkove z Dube
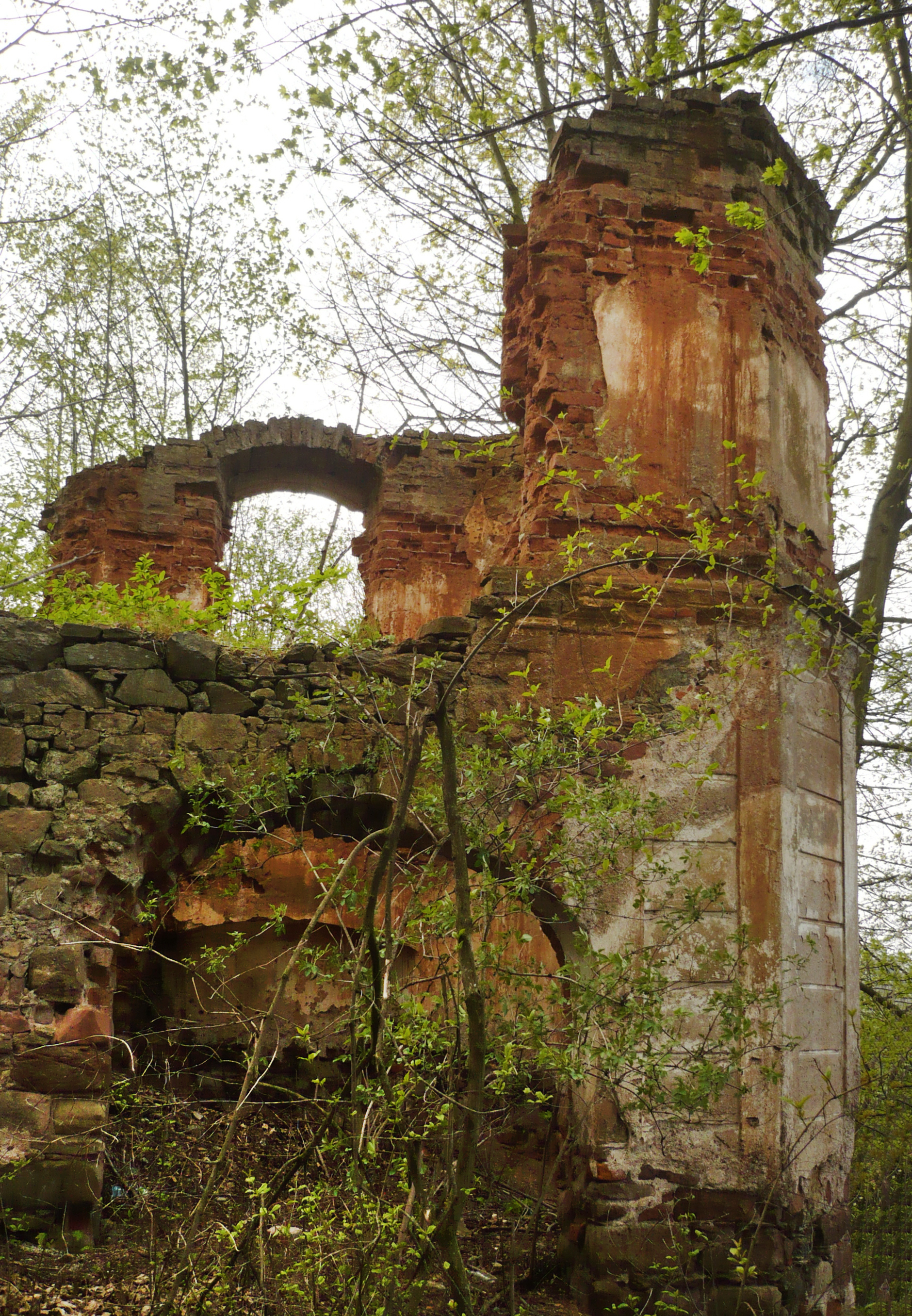
Pawilon ogrodowy
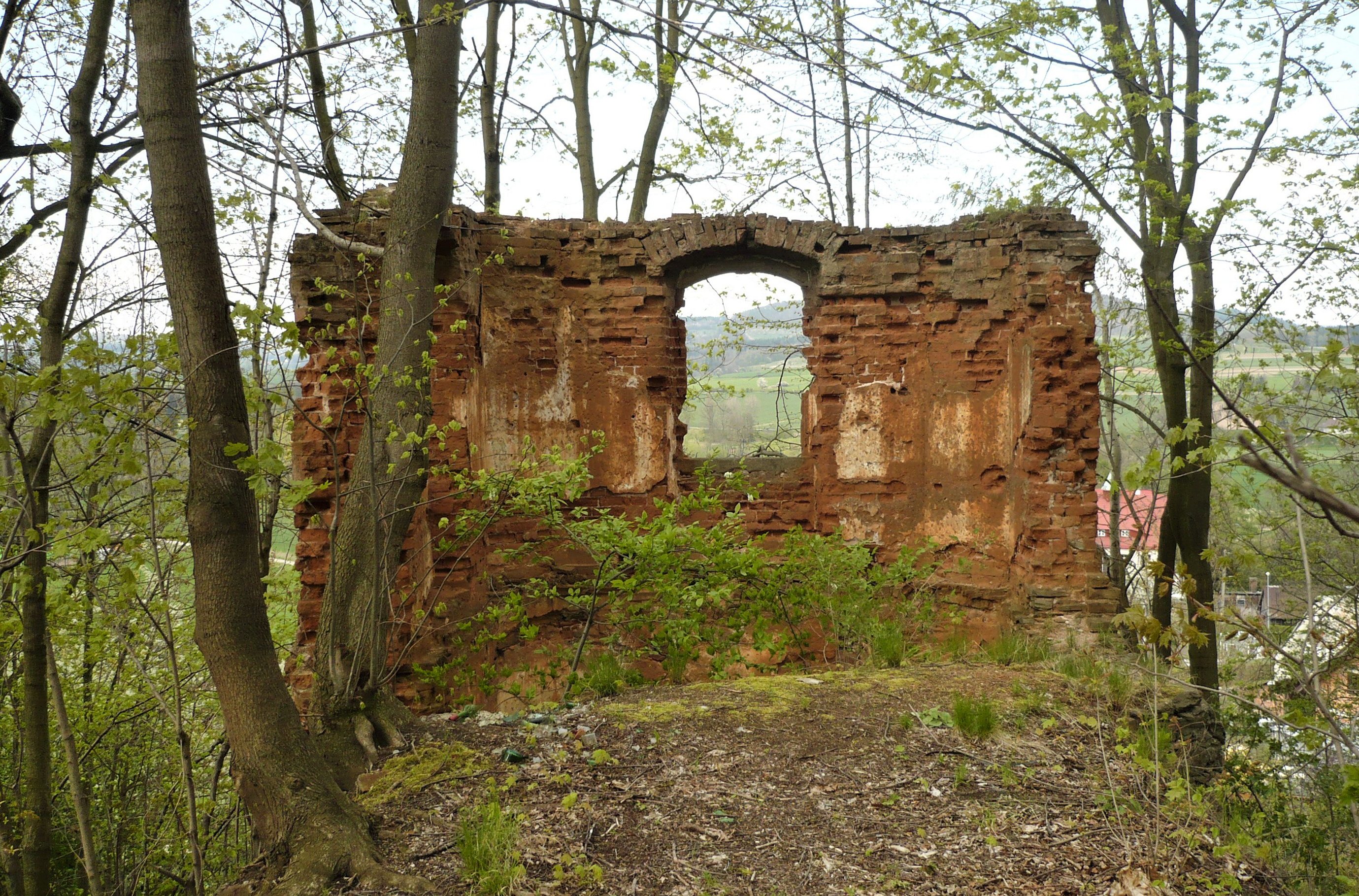
Pawilon ogrodowy
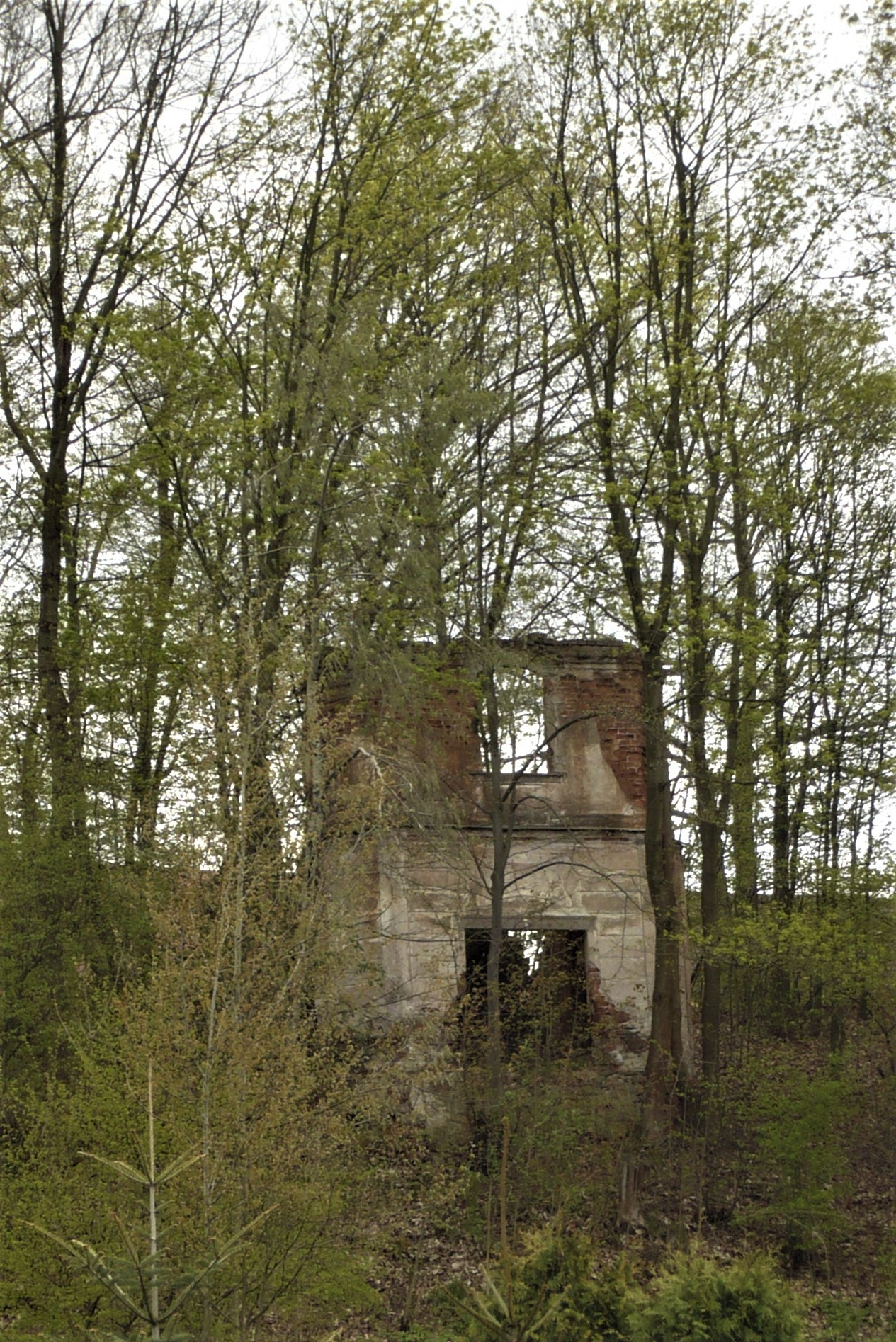
Pawilon ogrodowy

## Zabytki
Do wojewódzkiego rejestru zabytków wpisane są obiekty:
- kościół św. Jana Chrzciciela, parafialny, wzmiankowany w 1384 r., przebudowany w XVIII i XIX wieku[7],
- zespół pałacowy, przebudowany w 1722 r.[13], z XVIII–XIX w., w skład którego wchodzą:
  - pałac
  - park
- zespół dworski (młyński, folwarczny), obecnie nr 59, w skład którego wchodzą
  - dwór, z XVI/XVII w.
  - spichrz murowany, 3-kondygnacyjny z 1839 r.
  - młyn, z 1838 r.